# 東円坊
東円坊（とうえんぼう）は愛媛県今治市大三島町宮浦にある寺院。本尊は薬師三尊。大山祇神社の祭神である大山積神の本地仏である大通智勝如来の古仏が鎮座している。
納経：「元祖四国五十五番三島宮 大通智勝如来　神宮寺東円坊」

## 概要

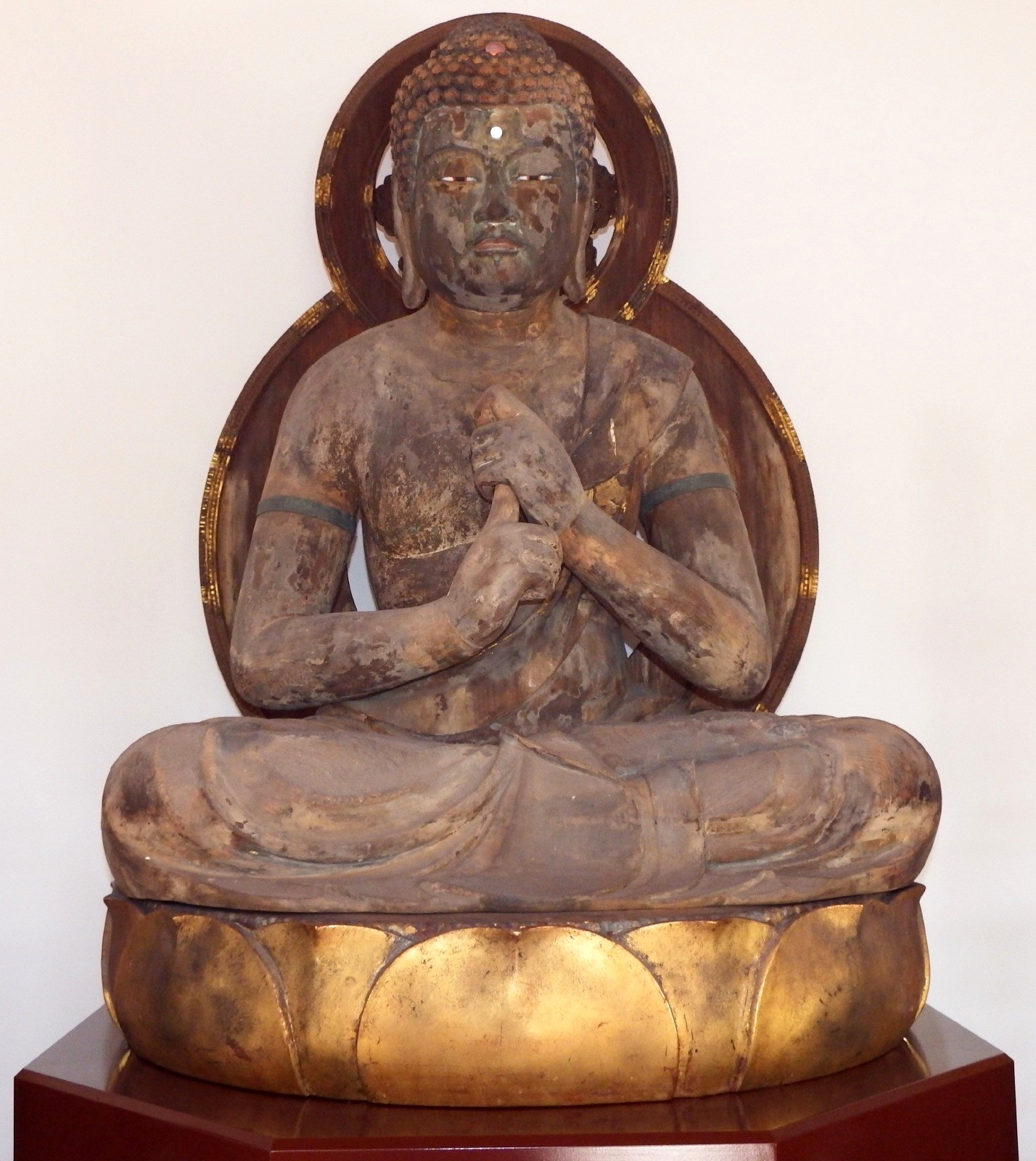
大通智勝如来

当寺所蔵の大通智勝如来坐像は大山祇神社に祀られていた本地仏であり神仏分離の際に移された古仏で、神社の何処に祀られていたかははっきりしないが、神宮寺（現・祖霊社）と云われている。
大山積神の娘は木花開耶姫でその夫は瓊瓊杵尊（ににぎのみこと、天照大神の孫）であり、大通智勝仏には16人の王子がおり末子は釈迦であることから、天照大神は大日如来で次に尊い仏として、大山積神の本地仏に大通智勝仏があてられたと云われている。
澄禅が承応2年（1653年）に巡拝した記録『四國辺路日記』の三島ノ宮の記述によると、澄禅は今治の別宮に参拝していて「本式は遍路なればその嶋に渡る、此に札を納めるは略式なり」とある。また、貞淳2年（1685年）真念が刊行した『四国遍路道指南』には「別宮は三島ノ宮の前札所なり三島までは海上7里あり故に是より拝む」となっている。さらに、寛政12年（1800年）の『四国遍礼名所図会』によると、53番円明寺の後の記述に、「五十五番三島社祭神大山積大明神」のタイトルで他の札所と同等に大山積社および神宮寺が図面入りで解説されていて、その次に54番延命寺、55番別宮と記述されている。しかも別宮の項で「大三島へ渡らざる時は此所にて遥拝す」と当社を重要視している。また、大三島の南対岸の波止浜港の近くに文政13年（1830年）建立の遍路石があり、その港から真っすぐ北上し当島に到着し大山積神社と本地大通智勝如来に参拝納経をしていた。ゆえに、大三島の三嶋大明神に参拝するのが正式な四国遍路であり、多くのお遍路さんは大三島まで来ていたようである。現在、神社と別れてその本地仏である大通智勝如来が坐する当寺への参拝が四国遍路の本来の姿であるとも云えよう。

## 沿革
保延元年(1135年)、河野為澄の次男・妙尊が役小角の法を学び河野一族の婦人たちの支持を得て社辺に一宇の寺塔を建立した。その妙尊の子が東円坊を名乗ったのがはじまりである。その後、神社に属して仏事を行う供僧の監督的な立場の検校職は代々当坊が任じられていた。
当坊は、神仏習合時にあった神宮寺24坊の1つで、24坊のうち8坊は正治年間（1199年 - 1201年）に四国本土の別宮に移転し、残った16坊も近世初頭の天文5年（1577年）の記録には4坊になっていた。なお、明治の神仏分離の際には当坊のみが残った。また、それまで、大三島の坊は仁和寺の系統の御室派であった。
江戸時代の万治年間（1658年～61年）当坊は光林寺の末寺となる。
明治初年の神仏分離令により、当坊は大山祇神社より離れ、その際、大通智勝如来が当坊に移された。
2019年、本堂を取り壊し再建され、2020年5月15日に完成、大通智勝如来が鎮座していた本堂脇の堂の仏像たちも本堂に移された。

## 伽藍
- 本堂：2020年建立、中央に大通智勝如来坐像、向かって右脇陣に薬師如来坐像と両脇に日光菩薩立像・月光菩薩立像、左脇陣に釈迦如来坐像。
- 大師堂：2022年建立、脇に如意輸観音、地蔵菩薩、不動明王、弁才天。
- 庫裡

## 文化財
重要文化財
- 鈸子（ばっし）1対・銅鑼（どら）1口 - 鈸子のうち1枚と銅鑼に正慶元年（1332年）俊海施入の刻銘がある。2019年7月23日指定[4]。

愛媛県指定有形文化財

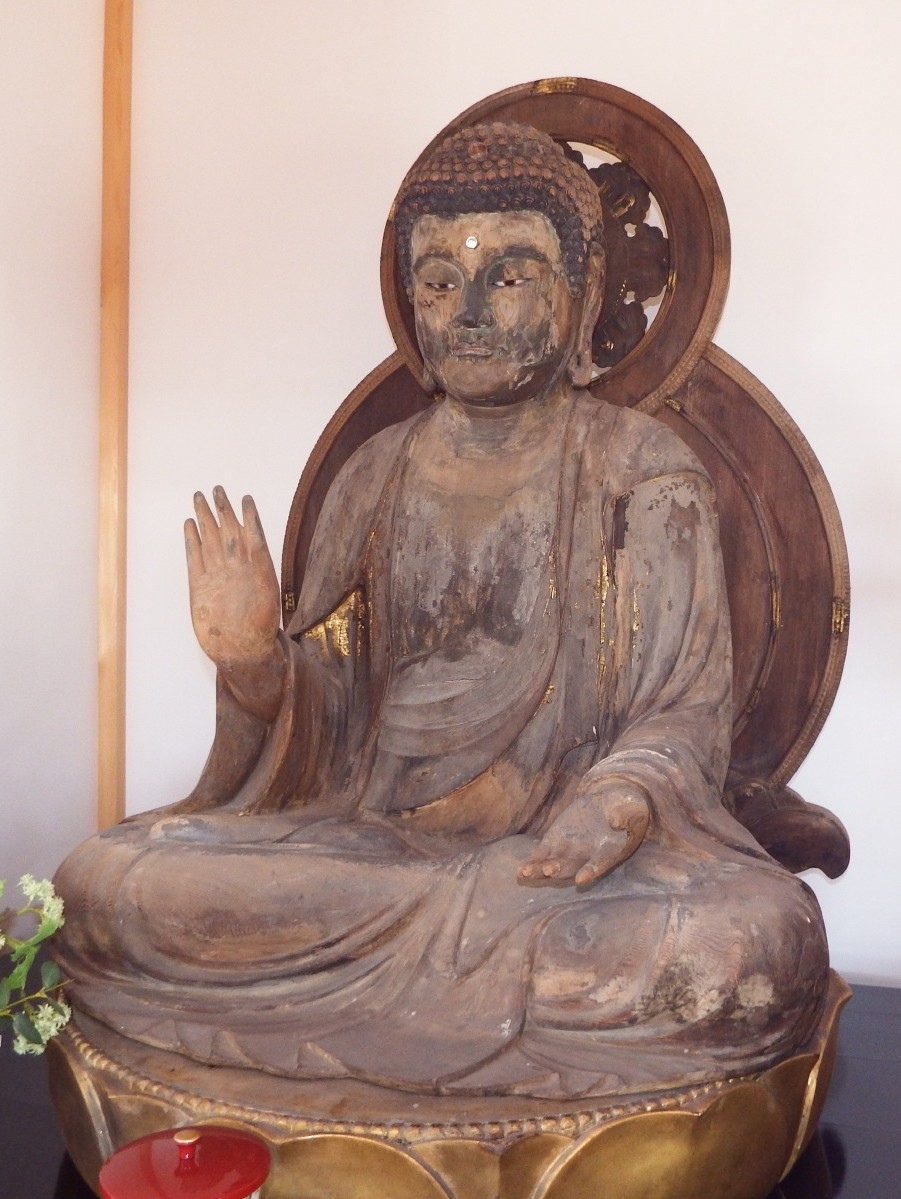
木造如来形坐像（伝・弥勒菩薩）

- 木造大通智勝如来坐像 - 昭和55年2月7日市文化財に金剛界大日如来坐像として指定されていたが、令和5年2月17日に大通智勝如来として県指定された。頭部内に「元徳二年 院吉」（1330年4月)の墨書きがあり、仏師院吉の作で製作年製作者がわかる。
- 木造如来形坐像（伝・弥勒菩薩） - 令和5年2月17日指定。上記坐像に向って左に鎮座する像高88.9cmの等身大の坐像で、製作年製作者も同様と考えられていて、二体とも1322年（元享2年）に火災で失われた先代仏像に似せて製作されたと考えられている[5]。伝・釈迦如来であるが地元では弥勒さんと呼ばれていたという。

今治市指定有形文化財
- 木造南無太子立像 1躯（彫刻） - 室町時代作。昭和55年2月7日指定。
- 木造薬師如来三尊像 3躯（彫刻） - 当寺本尊。1542年の銘がある。昭和55年2月7日指定。